# 移动电话
行動電話，又稱手提式電話機或手提電話，簡稱手機，是可以在較大範圍内使用的可攜式電話，與固定電話（座機）相對。1973年4月3日，摩托罗拉的馬丁·庫珀在纽约展示了史上第一款手持移动电话。1990年代中期以前手機價格昂貴且體積龐大，因此又有大哥大的俗稱。1990年代後期逐漸普及化，如今已成為全球銷量最高的消費電子產品，也是現代人日常不可或缺的電子用品之一。
目前在全球範圍内使用最廣是的第四代。第四代移动通信技术以LTE為主，支持高速数据传输的蜂巢式網路行動電話技术。4G服務能夠同時傳送聲音（通話）及信息、视频、（電子郵件、即時通訊等）它是數位制式的。

## 发展历史

### 功能手机

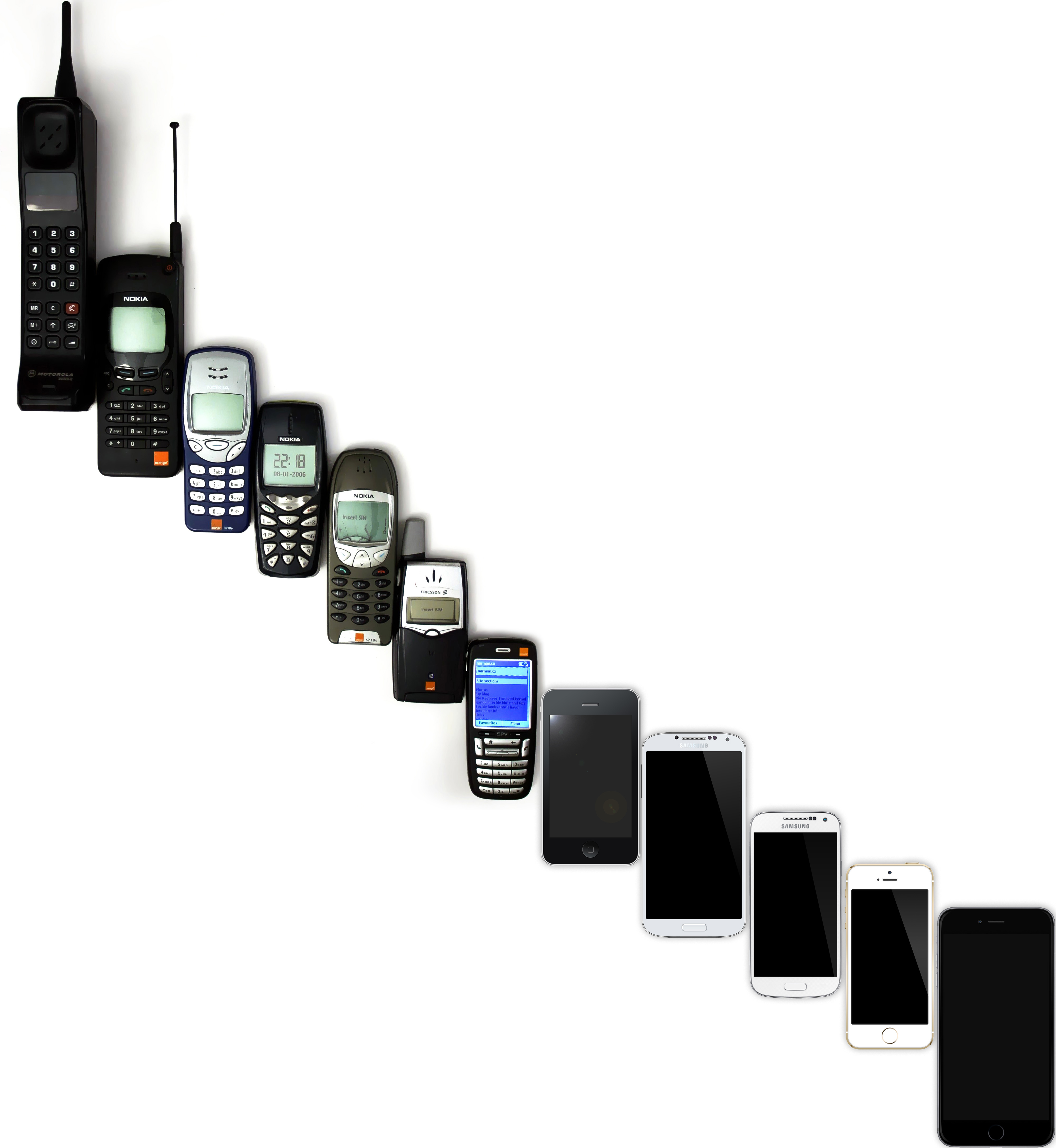
1992 - 2014年移动电话的发展

功能型手機（英語：Feature phone）是行動電話的主要類別。功能型手機擁有許多優點，所以能夠滿足許多族群的消費者要求。最早以蜂巢式基地台網路與手機之間進行通訊的電話網路，被稱為「第一代」行動通訊（1G）。這也就是在西元1980至九十年代之時，於影视作品之中經常能見到被富貴階級的人物角色所使用的手提式電話。在這一類行動通訊系統之中有名的先驅是美国摩托罗拉公司的馬丁·庫珀博士。这种手机有多种制式，如NMT、類比式行動電話系統、TACS，但是基本上使用频分复用方式只能进行语音通信，收訊不稳定，且保密性不足，无线频宽利用不充分。此种手机类似於简单的无线电双工电台，通话時锁定在一定频率，所以使用可调频电台就可以窃听通话。这个时候，语音传播是模拟的，只能传输语音流量。由於受当时的电池容量限制、模拟调變技术需要龐大的天线、以及積體电路的发展状况等等制约，直到摩托罗拉推出StarTAC折疊式手機之前，这一類行動電話只能算是「可以移動」，仍無法達到「隨身攜帶」的標準。
這種第一代手提電話在早期因為外型因素，經常被很多人称呼为「砖头」或是「黑金剛」。因為受到影視作品之中所渲染的印象所影響，这种体积巨大的老式手机在民間也素有「大哥大」之稱。香港的花生油品牌獅球嘜於1987年製造「大哥大」外形的水壺作為贈品，並且大行其道，所以香港人亦称呼这种手机做「水壺」，「大哥大」。在早期剛引進第一代行動電話網路的當時，使用「大哥大」是為一種身份象徵。以香港為例：於1985年，一部「大哥大」價值為兩萬九千港元，至1990年代，價值仍然達到一萬三千港元。
臺灣第一代的類比式行動電話網路於1989年由交通部電信總局引進，2001年11月正式退出電信服務市場。原來所分配的090、091字頭門號，分別轉為第二代GSM行動電話網路之下的0910、0911字頭門號。
第二代行動電話（2G）由類比式語音通訊網路，演進為數位訊號交換通訊網路。它發端於西元1990年代初，於1990年代中期之後逐漸在世界各地普及，到西元2010年代中期仍在世界上廣泛分佈。通常这些手机使用歐洲規格的GSM、CDMA或者PHS这些十分成熟的标準，具有稳定的通话质量和合适的待机时间。該類手機具有通话和一些如时间日期等传送的手机通信技术，一般定义为无法直接传送如电子邮件、软件等信息；只具有通话和一些如时间日期等传送的手机通信技术规格。在第二代行動電話網路的發展過程當中，为了适应日益增加的数據通讯需求，一些加強型的傳輸标準（又被稱為2.5G或甚至2.75G）也依次在手机上得到支援，例如GPRS、EDGE和WAP服务。
臺灣第二代的數位式行動電話網路於西元1997年由電信業自由化政策實施之後的幾大業者分別引進，而經過頻寬使用執照的延期措施之後。一些手机厂商也将自己的一些手机称为2.75G手机，其特色就是拥有比GPRS速率更快的EDGE功能。

### 智能手机
第3代移动通信系统（3G）自西元1990年代末期開始研發，於西元2000年代前中期開始在世界各國陸續開始服務，目前已經逐漸得到广泛的应用。第3代手机的开始目标之一是开发一种可以輕易地連接上網路，並能在全球通用的无线通讯系统，但实际上在最後還是逐漸演變出了多种不同的制式規格。目前在世界上主要有W-CDMA、CDMA2000和TD-SCDMA等規格在竞争。这些新的規格都基于CDMA（码分多址）技术，在頻寬利用和數據通信方面都有进一步发展。而在高速数据传输和蜂窝移动通讯技术方面，於西元2007年10月新增WiMAX标準为第四种技术体制。
臺灣第三代的數位式行動電話網路於西元2005年由歷經合併和增設之後的五大業者所分別引進，在2010年起智慧型手機逐漸普及之後，已成為行動電話服務的主力。
3G的後續改良規格又被稱為「3.5G」，它包括了HSPA（HSDPA、HSUPA）及HSPA+等技術規格，可以让使用者享用7.2M到42M的下载速率。在提供高速数据服务的同时，安全性也得到了改善。3.5G手机偏重于安全和数据通讯，一方面加强个人隐私的保护，另一方面加强数据业务的研发，更多的多媒体功能被引入进来，手机具有更加强劲的运算能力，不再只是个人的通話和文字信息终端，而是更多功能性的選擇。移动办公及对通讯的强劲需求将使得手机与个人电脑的融合趋向加速，手机将逐渐拥有个人电脑的功能，这方面在手机市场上已经得到了充分的体现。
第四代行動電話網路（4G）是在西元2010年代中期之時世界上所普遍使用的高速行動網路，可分为TDD-LTE（分时型長期演進技術）、FDD-LTE（分频型長期演進技術）及WiMAX（IEEE 802.16m）；而TDD-LTE、FDD-LTE規格在结构上已经进行了统一。第四代行動電話網路最重要的功能，就是搭配能夠上網執行各種網路服務的智慧型手機。第四代的行動電話技術將一般傳統的語音通訊完全當作是數據封包加以傳輸，這是和之前第三代網路非常不同的地方。由於作為第四代行動網路終端的智慧型手機在功能上已經猶如小型電腦一般，因此第四代行動網路與其說是數位式的高速電話通訊網路，更不如形容為是一種可以隨著基地台擴展使用範圍的巨大網際網路服務網路。
臺灣第四代的數位式行動電話網路於西元2014年開始服務，是以智慧型手機行動上網服務的新一代主力。預計在西元2017年將接收第二代行動電話網路撤除之後所留下的通信頻寬。
4.5G採用 LTE Advance Pro，其概念由華為於 2014 年底首次提出，並於 2015 年 10 月被 3GPP 確認成為 LTE 的新標準。如名字所示意般，4.5G 是 LTE、LTE Advance 的進一步技術演進，亦是各大網絡商進入 5G 前的重要一站。4.5G透過聚合載波、4x4 MIMO 以及256 QAM 等技術，網絡商可提供服務的 4G 網絡容量及下載速度會較以往更多更快，有助解決網絡塞車等問題。
5G是4G之后的延伸，美國（高通）、中国大陆（华为）、韩国（三星）、日本（NTT）、欧盟各國等等都在投入相当的资源研发5G网络。西元2016年11月17日，國際無線標準化機構3GPP第八十七次會議在美國拉斯維加斯召開，中國大陸華為主推PolarCode（極化碼）方案，美國高通主推LDPC方案，法國主推Turbo2.0方案，最終短碼方案由極化碼勝出，之前長碼由LDPC勝出，底層規格確立。5G網路預計即將於西元2020年時逐漸在各國開始佈建並進入實測。

### 名稱演變
移動電話在大中華地區從過往數種稱呼，到現在流行以「手機」為主，香港學者汪惠迪研究認為，這是語言經時間演變、自我調節的結果：
| 流行名稱變遷                                                                | 流行名稱變遷    | 流行名稱變遷 | 流行名稱變遷    | 流行名稱變遷 | 流行名稱變遷 | 流行名稱變遷 |
| 年份                                                                        | 香港            | 澳門         | 臺灣            | 新加坡       | 上海         | 北京         |
| --------------------------------------------------------------------------- | --------------- | ------------ | --------------- | ------------ | ------------ | ------------ |
| 1995年－1996年                                                              | 流動電話 大哥大 | 手提電話     | 行動電話        | 隨身電話     | 移動電話     | 移動電話     |
| 1996年－1997年                                                              | 流動電話 大哥大 | 手提電話     | 行動電話        | 隨身電話     | 大哥大       | 移動電話     |
| 1997年－1998年                                                              | 手提電話        | 流動電話     | 行動電話 大哥大 | 隨身電話     | 手機         | 移動電話     |
| 1998年－1999年                                                              | 手提電話        | 流動電話     | 行動電話        | 流動電話     | 手機         | 移動電話     |
| 1999年－2000年                                                              | 流動電話        | 手機         | 行動電話        | 手機         | 手機         | 手機         |
| 2000年－2001年                                                              | 流動電話        | 流動電話     | 手機            | 手機         | 手機         | 手機         |
| 2001年－2002年                                                              | 手機            | 手機         | 手機            | 手機         | 手機         | 手機         |
| 備註                                                                        |                 |              |                 |              |              |              |
| - 參照汪惠迪的研究製表，此列當時流行而非起源。 - 1997年正逢台灣大哥大成立。 |                 |              |                 |              |              |              |

## 安全使用
由于手机发射一定份量的无线电波，有人质疑其安全性，特別是對大腦的影響，但目前未有确切科学数据证明有确切因果联系。
為了避免影響儀器的正常操作，很多地方禁止使用手机，例如：
- 在飞机起飞和降落的过程中，防止对控制系统产生干扰加大产生空难的概率，所以飞机上禁止使用手机；但由於科技的進步已逐漸可以使新一代製造的飛機克服困難，預計未來將可以使用，參見移动电话和飛行安全。在著名的Discovery頻道的流言終結者節目中指出，「手機訊號會導致『新一代』飛機失事」的流言破解，但因民航法規，僅在地面而未起飛實驗，且因安全關係仍禁止在飛機上使用手機。
- 在加油站、天然气加气站及存放易燃易爆化学品的仓库地区，为了防止无线电信号在金属上产生打火导致爆炸事故，通常會禁止使用手机拨打和接听电话，不過在流言終結者節目中指出為「流言破解」，但仍建議民眾以安全為第一考量。
- 在医院有很多对电子设备比较敏感的仪器（心脏监控、心电图、脑电波监控、电子起搏器）和高纯度氧气，在这里为了保证这些仪器的正常工作和安全考虑也不允许使用手机；但通常医院允許PHS低功率行動電話使用。

除了上述三個場所較明確為人所知外，還有一些情況如行車時（參見移动电话和行車安全），以及諸多場所如電影院、音樂會、教室（教學場所）、考試場所、實驗室、會議室、圖書館或其他特定場所等一般會禁止使用手機和／或關掉響鬧功能，就算是可以使用也會要求手機改成震動並輕聲細語和長話短說，以免聲音干擾別人；在一些國家和地區可能禁止在大眾運輸系統上使用手機。

## 基本功能
- 全世界手機共通的緊急救援電話號碼是「112」。
- 手機輸入「* # 0 6 #」能看到15碼的國際移動設備辨識碼（IMEI），若手機遺失，經好心人拾取送往警察局，有報案過的失主可以以此IMEI序號拿回遺失的手機。
- 如需拨打国际长途电话，可在国际区号前拨“+”。

## 手机翻新
将旧手机用一些化学液体清理干净，再换上新壳，配上电池、充电器等附件，这个过程就是手机翻新。翻新主要包括更换主板、外壳、刷新手机软件、重新包装等过程。
翻新包括官方翻新与私人翻新。官方翻新由于是发售手机的公司自行回收试用机、媒体评测机、工程机、生产过程中的失误造成的瑕疵机和专卖店样品机重制，所以质量一般与全新手机相当。制作翻新机的目的一般是为了回收成本和降低电子垃圾污染。而因为这些机器的来源少，因此发售的数量也有限。官方翻新机为了防止第三方（包括代理专卖店）将翻新机当作全新机出售赚取差价，一般只通过厂商的官方网站出售。
美国的Apple与中国大陆的魅族均有推出官方翻新版本的手机，其价格比全新手机便宜，并且享有与全新机器一样的保修制度。但由于翻新机需要拆机、检查、重组等过程的费用，而且需要达到全新机器的质量，官方翻新机往往成本比全新机器更高。
私人翻新则是非出产原品牌手机厂进行的翻新。来源一般为二手机或是盗窃取得的赃机。质量参差不齐，目的一般只是单纯的赚取利润。因为机器来源比较开放，因此比较常见。购买方式一般是通过第三方网站（如淘宝网）或是非专卖的实体店来进行购买。
因为不是厂商官方翻新，因此市面上各大品牌的手机均有私人翻新手机。购买私人翻新手机可能出现硬件被掉包或者缺失的问题，尤其是智能手机，而且翻新者手艺也分高低，拆卸和组装过程中可能有失误，而部分注重牟利的翻新者则不会放弃瑕疵机的出售，因此翻新机的质量会参差不齐。常见的问题有屏幕松动进灰，频繁死机和按键寿命短等。私人翻新无法提供正统的保修，部分地区也经常有不法商贩拿翻新机充当全新机出售。

## 技术演进
|               |                              | GSM | WCDMA                                                                        | LTE |
| 首度引進      |                              | 3GPP release 97 and before                                                                                  | 3GPP release 99                                                              | 3GPP release 8 |
| Air interface | 頻寬                         | 200khz | 每個carrier是5M ,3.84Mchip/s                                                 | 每個carrier是1.4/3/5/10/15/20 M |
|               | 傳輸時間間隔                 | | 2 or 10 ms                                                                   | 1ms |
|               | frame                        | 4.615ms，each frame contains 8 time slot                                                                    | 10ms                                                                         | 10ms,contains 10 subframes,or 20 slots                                                                                              |
|               | Modes of operation           | FDD | FDD                                                                          | FDD or TDD on different band |
|               | Band                         | 參見3gpp 45.005                                                                                             | 參見3gpp 25.101                                                              | 參見3gpp 36.101 |
|               | CS/PS                        | DTM( Dual transfer mode )                                                                                   | CS+PS                                                                        | PS only |
|               | Modulation Schemes:          | Downlink & uplink :GSMK,EDGE use 8PSK modulation.                                                           | QPSK,16QAM                                                                   | Downlink: QPSK, 16QAM, 64QAM,256QAM Uplink: QPSK, 16QAM, 64QAM                                                                      |
|               | Multiple access scheme       | FDMA&TDMA                                                                                                   | CDMA                                                                         | downlink: OFDMA (Orthogonal Frequency Division Multiple Access) uplink: SC-FDMA (Single Carrier Frequency Division Multiple Access) |
| Network side  |                              | CS core network:MSC PS core network:SGSN+GGSN Radio access network:BTS                                      | CS core network:MSC PS core network:SGSN+GGSN Radio access network:NodeB,RNC | PS core network:MME/S-GW,S-GW,P-GW Radio access network:eNodeB                                                                      |
| Terminal side | RRC protocol states          | Idle Mode/Dedicated Mode/Group receive Mode/Group Transmit Mode/Packet Idle Mode / Packet Transmit Mode     | CELL_DCH, CELL_FACH, CELL_PCH, URA_PCH, RRC_IDLE                             | RRC_CONNECTED, RRC_IDLE |
|               | Handovers                    | Hard handover                                                                                               | Soft and hard handover                                                       | Hard handover |
|               | camp on a cell               | LAC+RAI | LAC+RAI                                                                      | TAC |
|               | 终端对小区的识别             | 频点+基站识别码（BSIC＝NCC＋BCC ,其中NCC：国家色码，用于识别 GSM 移动网 ；其中BCC：基站色码，用于识别基站） | 频点+扰码                                                                    | 频点+pcid |
|               | measurement control & report | idle态每5秒计算一次测量报告；业务态每秒2次计算测量报告,没有测量控制消息（PS呢）                             | 网络侧下发测量控制，终端上报测量结果                                         | 网络侧下发测量控制，终端上报测量结果                                                                                                |
|               | PS capability                | GPRS/EDGE multisolot                                                                                        | HSDPA/HSUPA category                                                         | downlink/upink category |
|               | PS technology                | | CA+MIMO +modulation,见category定义                                           | CA+MIMO+ modulation,见category定义                                                                                                  |
|               | CS capability                | GSM Full /Half rate/Enhanced Full Rate/AMR                                                                  | AMR                                                                          | CSFB or VOLTE (AMR NB or AMR WB) |
|               | Channel Quality Indicator    | RXQUAL =0~7，愈大愈佳                                                                                       | CQI=0~31，愈大愈佳                                                           | CQI =0~15，愈大愈佳 |

## 相关阅读
- 移动电话辐射对健康的危害
- 移动电话运营商列表
- 移动电话网络
- 移动电话密码
- 移动应用程序
- 中国大陆移动终端通信号码